# كومة من البراز
، تعرف أيضاً باسم كومة من البراز أو كومة البراز المبتسم (على أجهزة آي أو إس و أندرويد) هو إيموجي يشبه كومة ملفوفة من البراز عادةً يتم تزيينها بإبتسامة ودودة.
تستخدم للتعبير عن الاستياء.